# Podgorje (gmina Koper)
Podgorje – wieś w Słowenii, w gminie miejskiej Koper. 1 stycznia 2018 liczyła 140 mieszkańców.